# MirOS Licence
De MirOS Licence is een vrije inhoud-licentie voor software en andere vrije culturele werken, zoals grafische, literaire, muzikale, etc., die voortkomt uit het MirOS Project en gebruikt werd voor hun eigen publicaties, omdat de ISC license gebruikt door OpenBSD en werd gezien als het hebben van problemen met de formulering en ook als Amerika-centrisch. Het heeft sterke wortels in de UCB BSD-licentie en de Historical Permission Notice and Disclaimer met een focus op moderne, expliciet, leesbare taal en bruikbaarheid door Europese (behalve het Verenigd Koninkrijk), in het bijzonder de Duitse, auteurs (zonder de adoptie te belemmeren door auteurs uit andere wetgevingen). Het is een tolerante ("BSD/MIT-stijl") licentie.
Een andere noviteit is dat deze licentie vanaf het begin af aan gespecificeerd is voor elke vorm van auteursrechtelijk werk, als zodanig, voldoet het niet alleen aan de Open Source Definition en aan de Debian Free Software Guidelines, maar ook aan de Open Knowledge-definitie en, in feite goedgekeurd is door de Open Knowledge Foundation lang voordat de OSI dat heeft.
De licentie is niet formeel juridisch getoetst, maar kreeg inbreng van Dr Till Jaeger van IfrOSS en wordt ook vermeld op hun webpagina's van het licentie-centrum.
De Free Software Foundation heeft niet formeel de licentie als Vrije Software of Vrije Documentatie opgenomen, maar accepteerde de licentie informeel per e-mail en hun softwaredirectory heeft er een categorie voor.
Het werd later gezien dat sommige landen speciale wetten hebben voor databases, die overwogen moeten worden in een latere versie van deze licentie, indien aanwezig, om het zo algemeen bruikbaar mogelijk te houden.
Het octrooi- en merkenrecht werd opzettelijk niet aangepakt, enkel alleen het auteursrecht werd in ogenschouw genomen, met het algemene idee om een "copycenter" stijl licentie te hebben (meer specifiek een licentie die zegt dat je ermee doen kan wat je wilt, zolang je maar niet doet alsof het van mij is en mij niet aanklaagt) voor alles. Dit werd deels ingegeven door het dilemma van mensen die GPL gebruiken voor documentatie, omdat de GFDL onvrij is, maar de GPL (en alle andere traditionele Open Source-licenties) was er niet geschikt voor.
De MirOS Licence is goedgekeurd volgens de Definitie van Vrije Culturele Werken.